# William John Bowser
Pour les articles homonymes, voir Bowser.
William John Bowser (né à Rexton (Nouveau-Brunswick) le 3 décembre 1867 et décédé à Vancouver le 25 octobre 1933) était un homme politique en Colombie-Britannique, province canadienne.
Procureur-général dans le cabinet du premier ministre Richard McBride de 1907 à 1915, il lui succède et devient le 17e premier ministre de la Colombie-Britannique en poste de décembre 1915 à novembre 1916.

## Biographie

### Premières années
Né à Rexton au Nouveau-Brunswick, Bowser étudie sur place et fréquente ensuite l'université Mount Allison de Sackville et l'université Dalhousie d'Halifax où il rencontre Richard McBride. Diplômé en droit en 1890, il est admis au barreau du Nouveau-Brunswick la même année. Déménageant à Kingston en Ontario, Bowser décide de s'implanter à Vancouver au début de 1891. Ouvrant le cabinet Bowser et Lavelle avec son partenaire H. A. Lavelle, il exerce principalement en droit criminel.

### Carrière politique
Malgré plusieurs revers initiaux, Bowser parvient à faire son entrée à l'Assemblée législative de la Colombie-Britannique en siégeant comme député de la circonscription plurinominale de Vancouver City à la suite de l'élection de 1903. Lors des campagnes qui suivent, Bowser accompagne régulièrement McBride dans ses déplacements à travers la province.
Partisan, comme bon nombre de ses collègues, d'une Colombie-Britannique blanche, il présente la British Columbia Immigration Act, 1907 qui visait à empêcher l'accueil d'une immigration asiatique inaptes à lire et écrire en anglais ou dans une autres langues européennes. Le lieutenant-gouverneur James Dunsmuir refuse alors de sanctionner la loi en invoquant l'empiètement sur un champ de compétence du gouvernement fédéral.

### Procureur-général
Malgré une rumeur laissant présager qu'il pourrait former un groupe conservateur dissident, Bowser entre au cabinet à titre de procureur-général et commissaire aux pêcheries. Au poste de procureur-général, il doit faire face à la pression populaire concernant la vente d'alcool. Étant donné la présence de vendeurs d'alcool sur la liste des donateurs au parti, Bowser opte pour une loi permettant aux municipalités de réglementer la vente ou non d'alcool sur leur territoire et donc sans avoir à faire une prohibition totale.
Sous son mandat de procureur, il est aussi confronté à une grève des employés syndiqués de la Industrial Workers of the World contre la Canadian Northern Pacific Railway. Agissant à ce moment comme premier ministre par intérim, il envoie la milice du Seaforth Highlanders maté le mouvement. Également confronté à la problématique liée au membre de la secte doukhobors, mais se montre plutôt tolérant et patient envers ses membres et son chef Peter Verigin (en). Il contribue aussi à l'expulsion de la nation Squamish de la réserve indienne no. 6 de Kitsilano.
À la suite de la démission de Robert Garnett Tatlow du poste de ministre des Finances et de l'Agriculture pour protester contre la politique ferroviaire, Bowser le remplace intérimairement de octobre 1909 à octobre 1910.

### Premier ministre
Lorsque McBride quitte le pouvoir pour raisons de santé en décembre 1915, Bowser le remplace et conserve le poste de procureur-général. Sous sa gouverne, il autorise le vote des femmes, instaure la prohibition, réforme la Workmen's Compensation Ac, encourage la construction navale et ébauche un plan de soutien pour les vétérans.
Son mandat de premier ministre est cependant entaché par les scandales entre autres concernant certains membres du cabinet dont Price Ellison. Lors de l'élection de septembre 1916, la défaite et sans appel et Bowser survit dans sa circonscription en raison du vote des soldats.

### Chef de l'opposition officielle
Devenu chef de l'opposition officielle, il augmente le nombre de siège de son parti au scrutin de 1920. Malgré tout, des dissidents commencent à remettre en question son leadership et un groupe de réformistes se forme sous l'étiquette de Parti provincial avec Alexander Duncan McRae et Charles Hibbert Tupper à sa tête. Défait dans sa circonscription en 1924, il quitte la chefferie et est remplacé par Robert Henry Pooley. Il tente néanmoins un retour en 1926, mais retire sa candidature en considérant qu'elle n'est pas à l'avantage du parti.

### Dernières années
Candidat lors de l'élection de 1933 sous l'étiquette Non Partisan Independant Group, il mène une campagne énergique malgré sa santé déclinante. Bowser meurt d'une crise cardiaque à Vancouver en octobre 1933 à l'âge de 65 ans.
Il était franc-maçon.